# Carlton Town
Carlton is een civil parish in het bestuurlijke gebied Richmondshire, in het Engelse graafschap North Yorkshire met 232 inwoners.